# 건조관

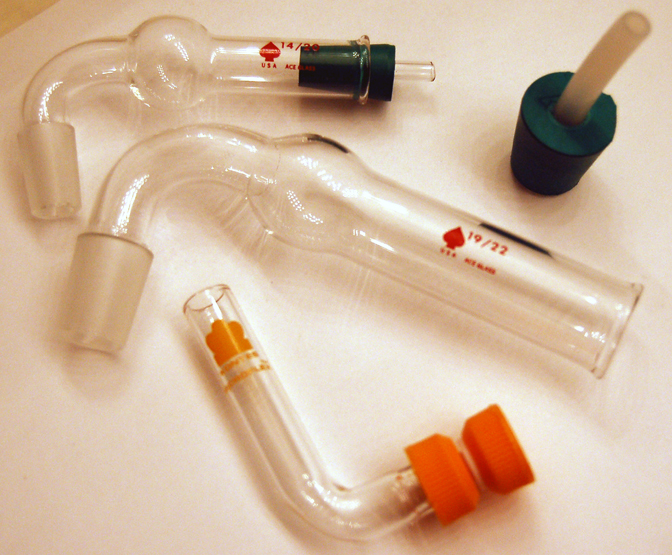
비어있는 다양한 유리 건조관. 사용 시 건조제, 일반적으로 염화칼슘으로 포장된다.

건조관(乾燥管), 드라잉 튜브(drying tube) 또는 가드 튜브(guard tube)는 일회용 고체 건조제를 수용하는 데 사용되는 튜브형 장치이며, 튜브형 구조의 한쪽 끝은 건조관을 반응 용기에 연결하는 데 사용되는 분쇄 유리 조인트로 끝난다. 용기에 습기가 없도록 유지하는 목적이다.
튜브형 구조는 구부러지는 경우가 많으며 벌브/건조제 저장소를 형성하기 위해 넓어질 수도 있다. 일반적으로 건조관은 폭 1~2cm, 길이 5~10cm이며 약 90도 각도로 구부러져 있다. 사용 시, 건조관은 염화 칼슘과 같은 충전식 건조제로 채워져 있으며, 건조관의 열린 끝은 부분적으로 막혀 있다(예: 양모, 유리솜 또는 작은 구멍이 있는 마개/코르크로). 튜브는 접지 유리 조인트를 통해 건조하게 유지되는 장치에 연결된다. 건조관가 구부러지면 고체 건조제가 반응 용기에 떨어지지 않도록 구부러진 방향이 지정된다. 일부 건조관에는 건조제가 반응 용기로 떨어지는 것을 방지하기 위해 유리 소결체가 있다. 건조관은 미리 준비하는 경우가 많으며 건조제는 소진되면 교체할 수 있다.
가열되거나 가스를 발생시키는 반응은 과압으로 인해 용기가 깨질 수 있으므로 절대로 밀봉해서는 안 된다. 건조관은 일반적으로 환류 냉각기 상단에 장착되어 대기 수분을 배제하면서 압력을 완화할 수 있다.
건조관은 일반적으로 유기 합성과 같이 덜 까다로운 응용 분야에 사용된다. 반응은 종종 실온에서 수행되지만, 일반적으로 휘발성 다이에틸 에터 또는 테트라히드로푸란과 같은 용매는 이미 공기를 직접 대체할 수 있으므로 대기 수분을 배제하기 위한 추가 조치가 덜 중요하다.
오일 버블러는 유용한 대체품이 될 수 있다. 이 경우, 가스는 빠져나가는 것은 허용되지만, 버블러가 일방향 밸브 역할을 하기 때문에 공기는 들어갈 수 없다. 오일 버블러는 반응 용기의 저압을 견딜 수 있다. 공기 대신 기름이 기름통으로 흡입된다. 그러나 반응 용기의 압력이 너무 낮아지면 오일이 반응 용기 안으로 빨려들어 반응 용기를 오염시킬 수 있다.
보다 까다로운 응용 분야의 경우 슐렌크 라인이나 글러브박스를 사용하여 아르곤이나 질소와 같은 건조한 비반응성 기체를 제공할 수 있다.